# Focus board

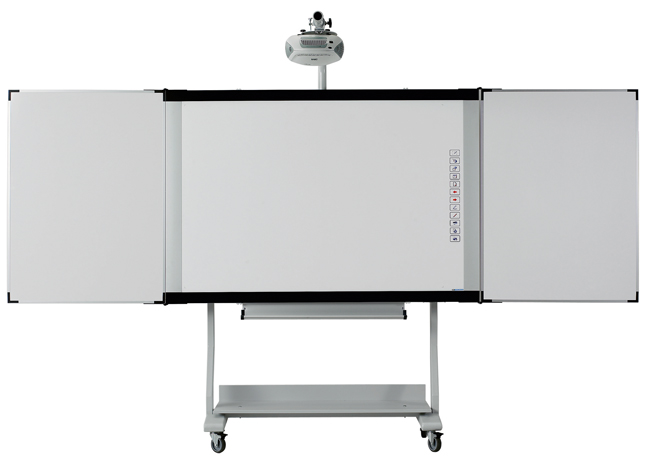
Een focus board

Een focus board is een interactief (school)bord, ook wel digibord genoemd. Het is een elektromagnetische bord met een hard kunststof oppervlakte-materiaal, met daarachter een raamwerk van koperdraden. De koperdraden die horizontaal en verticaal gespannen zijn geleiden stroomstootjes.
Via een speciale digitale pen, die de stroomstootjes afgeeft op het moment dat de pen het bord raakt, berekent de software de positie van de pen. De pen is daarvoor voorzien van een batterij. De software registreert de bewegingen die de pen maakt, en toont deze als lijnen op het bord. Zo wordt er op het bord geschreven.
Op het Focus Board kan niet met echte inkt worden geschreven. Wel zijn sommige uitvoeringen van het board voorzien van twee vleugels van wit emailstaal aan beide kanten, waardoor er toch aantekeningen bij het bord gemaakt worden met een gewone pen of stift.
Focus Boarden worden gebruikt voor het digitaliseren van lessen. Aangesloten aan een computer en een beamer kan via het bord de computer bediend worden. Zo kunnen er office programma's worden gebruikt, en powerpoint presentaties gegeven worden, filmpjes bekeken worden, etc.
Er zijn verschillende soorten digitale schoolborden. De drie meest gebruikte technieken in het onderwijs zijn:
- Elektromagnetische borden (Focus Board, Activboard, Communicator, HD-board, Traceboard)
- Touch-sensitive borden (Smartboard)
- Ultrasoon/infrarode borden (Mimio, E-beam)